# Dans un autre monde
Dans un autre monde è una canzone registrata dalla cantante canadese Céline Dion per il suo album S'il suffisait d'aimer (1998). Il brano, scritto da Jean-Jacques Goldman, uscì il 30 agosto 1999 in Belgio e in Francia come singolo promozionale dell'album live Au cœur du stade (1999).

## Antefatti, videoclip e successo radiofonico
Per Dans un autre monde fu distribuito un videoclip musicale live, registrato da Céline durante l'esibizione del brano allo Stade de France di Parigi, luogo in cui la Dion tenne due concerti sold-out del suo Let's Talk About Love World Tour. Il videoclip fu pubblicato insieme al lancio del singolo per promuovere l'album Au cœur du stade e il suo rispettivo (DVD). Quest'ultimo includeva anche la sessione di registrazione di Dans un autre monde.
Il singolo fu distribuito per le emittenti radio e non per il mercato discografico, infatti riuscì a raggiungere le classifiche airplay di Belgio Vallonia (numero 7) e del Québec (numero 49).

## Interpretazioni dal vivo e pubblicazioni
La Dion interpretò Dans un autre monde dal vivo durante i concerti francofoni del suo Taking Chances World Tour, includendo una delle esibizioni nell'album live Tournée mondiale Taking Chances: le spectacle. Altra interpretazione dal vivo del brano è quella del concerto celebrativo del 400º anniversario di Québec City, dove Céline cantò davanti a 250.000 spettatori e che fu poi registrato e pubblicato nel DVD Céline sur les Plaines. Dans un autre monde è stata anche cantata nel 2013 durante la Tournée Européenne 2013; la performance del concerto di Montréal è stata inclusa nell'album Céline... une seule fois / Live 2013. La cantante canadese ha eseguito la canzone anche durante il Summer Tour 2016 e il Céline Dion Live 2017.
Dans un autre monde è apparso in seguito in alcune edizioni del greatest hits pubblicato nel 2005 da Céline, On ne change pas.

## Formati e tracce
CD Singolo Promo (Europa) (Columbia Records)
1. Dans un autre monde – 4:26 (Jean-Jacques Goldman)

## Classifiche
| Classifica (1999)                  | Posizione massima raggiunta |
| ---------------------------------- | --------------------------- |
| Belgio Vallonia (Ultratop Airplay) | 7                           |
| Québec (ADISQ)                     | 49                          |

## Crediti e personale
Registrazione
- Registrato ai Méga Studios di Suresnes (FR)
- Mixato ai Méga Studios di Suresnes (FR)

Personale
- Mixato da - Humberto Gatica
- Musica di - Jean-Jacques Goldman
- Produttore - Erick Benzi, Jean-Jacques Goldman
- Testi di - Jean-Jacques Goldman